# Gaston d'Audiffret-Pasquier
Pour les articles homonymes, voir d'Audiffret et Pasquier.
Edme Armand Gaston d'Audiffret, puis duc d'Audiffret-Pasquier, né le 21 octobre 1823 à Paris et mort à Paris 16e le 4 juin 1905, est un homme d'État français.

## Biographie
Ses parents sont Florimond, comte d'Audiffret (1789-1858), et Gabrielle Zoë Pasquier, née en 1801. Il est le neveu de Charles d'Audiffret. Adopté par son grand-oncle, Étienne-Denis Pasquier, il hérite de son titre de duc Pasquier à sa mort, en 1862.
En 1845, il épouse Jenny-Marie Fontenilliat, fille d'Henry Fontenilliat et de Jeanne Mosselman, et sœur de Camille Fontenilliat, l'épouse d'Auguste Casimir-Perier.
Auditeur au Conseil d'État en 1846, il est contraint de se retirer de la vie publique après la révolution de 1848. Sous le Second Empire, il est deux fois candidat malheureux au Corps législatif, mais est élu en février 1871 député à l'Assemblée nationale, et président du centre-droit en 1873.
À la chute de Thiers, il dirige les négociations entre les différents partis royalistes dans le but de remettre un roi sur le trône de France, mais en raison de l'hostilité du prétendant au drapeau tricolore, le projet échoue. Il conserve cependant la confiance de la Chambre, et devient son président en 1875 au moment du vote des lois constitutionnelles.
La nouvelle constitution lui donne automatiquement un poste de sénateur inamovible, et il siège en tant que président du Sénat de mars 1876 à 1879, date à laquelle son parti perd la majorité.
Réputé pour sa modération et sa droiture, il fit de son mieux pour empêcher Mac-Mahon de choisir des conseillers trop violents.
Sans avoir publié, il est élu membre l'Académie française en 1878. De 1893 à 1895, il publie en six volumes les Mémoires de son grand-oncle, le chancelier Pasquier.
Il meurt en 1905 et est inhumé dans la chapelle funéraire de la famille d'Audiffret-Pasquier au cimetière de Saint-Christophe-le-Jajolet à Boischampré dans l'Orne.
L’Académie française lui décerne en 1939, à titre posthume, le prix Montyon pour La Maison de France et l’Assemblée nationale, souvenirs du duc d’Audiffret-Pasquier, 1871-1873, ouvrage publié chez Plon en 1938.

### Académie française

#### Mai 1877
À l'approche de la séance de juin 1877, A. de Villeneuve écrit dans sa chronique « Histoire du mois » :

« Il y a quelques jours, les promeneurs s'arrêtaient en riant devant une caricature académique. À droite de l'image, un fauteuil avec une couronne d'immortelles autour de laquelle s'enroule une bandelette portant le nom d'Autran. Vers ce siège qui tend les bras s'avancent à reculons, le corps infléchi, et basques relevées, comme s'ils allaient s'y asseoir, quatre figures grotesques et fort ressemblantes. Elles sont placées à la file les unes des autres ; M. d'Audiffret-Pasquier est le plus près du fauteuil, puis viennent Leconte de Lisle, le chef des parnassiens, Sardou, le père de Patrie et de Dora, enfin M. Arsène Houssaye, auteur de tout ce que l'on voudra, journaliste, poëte, critique d'art, historien, romancier, etc. Dans la pensée du dessinateur de cette caricature, c'est donc M. d'Audiffret-Pasquier qui aurait le plus de chance d'obtenir la succession d'Autran. Je ne connais pas ses œuvres, mais M. le chancelier Pasquier, qui lui a laissé sa grande fortune, son nom et ses armes, ayant été de son vivant un des quarante immortels, je ne vois pas d'inconvénient à ce qu'un fauteuil fasse partie de l'héritage qu'a reçu M. le duc d'Audiffret-Pasquier, quoique, à vrai dire, j'aie toujours pensé qu'il ne suffisait pas d'être grand seigneur et homme politique pour trôner sous la coupole Mazarine. M. Leconte de Lisle a de meilleurs titres, ce me semble ; ses poésies valent assurément celle de M. Autran. Quant à M. Sardou, qui ne connaît ses batailles et les succès qu'il a remportés au théâtre ? Si M. Arsène Houssaye ne quitte cette fois la partie que pour la reprendre plus tard, nous craignons bien qu'il ne passe comme feu Casimir Bonjour et feu Édouard d'Anglemont, à l'état de candidat perpétuel ; c'est une situation littéraire comme une autre. Enfin ! à en croire le vent qui court, les probabilités sont en faveur de M. d'Audiffret-Pasquier. Son nom nous rappelle le dernier chancelier qu'ait eu la France monarchique : nous l'avons connu dans sa vieillesse alors qu'il présidait la Chambre des pairs de Louis-Philippe. Coquet, soigné, malgré le poids des ans et de sa perruque blonde, il avait conservé une taille élégante dont il faisait montre, il pirouettait sur une jambe comme un jeune-homme de vingt ans. Fin et souple, il avait servi à peu près tous les régimes, pesant soigneusement ses paroles et ses actes ; aussi en apprenant qu'il était alité, M. de Talleyrand se prit-il à dire : « Je voudrais bien savoir quelle raison peut avoir Pasquier pour être malade. » »

#### Juin 1877
Pour remplacer Joseph Autran au fauteuil no 9, dans la séance du 7 juin 1877, les académiciens élisent Victorien Sardou au troisième tour de scrutin (par 19 voix sur 37 votants), devant d'Audiffret-Pasquier (17 voix) et Leconte de Lisle (une voix).

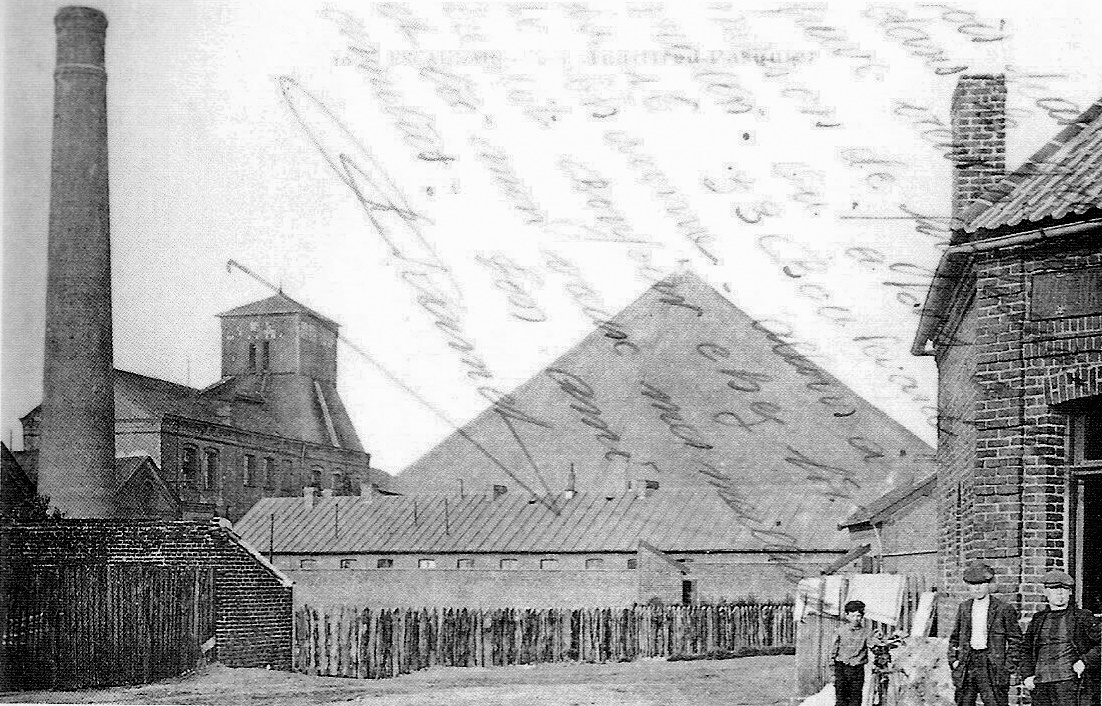
La fosse Audiffret-Pasquier vers 1900, dans le nord de la France.

#### Décembre 1878
Pour remplacer Mgr Félix Dupanloup au fauteuil no 16, dans la séance du 26 décembre 1878, les académiciens élisent Gaston d'Audiffret-Pasquier au premier tour de scrutin (par 22 voix sur 27 votants, et cinq billets blancs).

### Compagnie des mines d'Anzin
La Compagnie des mines d'Anzin commence en 1880 à Escaudain dans le bassin minier du Nord-Pas-de-Calais les travaux d'une nouvelle fosse, qu'elle baptise en l'honneur de Gaston d'Audiffret-Pasquier,.

### Descendance
Adopté par son grand-oncle, Étienne-Denis Pasquier, il hérite son titre de duc Pasquier en 1862 et son château de Sassy.
En 1845, il épouse Jenny-Marie Fontenilliat, fille d'Henry Fontenilliat et de Jeanne Mosselman, sœur de Camille Fontenilliat, l'épouse d'Auguste Casimir-Perier. Dont trois enfants :
- Henriette Gabrielle Marie d'Audiffret-Pasquier (1854-1929), qui épouse Ferdinand Charles Marie Maxime de Vassinhac, marquis d'Imécourt.
- Etienne Denis Hippolyte Marie, marquis d'Audiffret-Pasquier (1856-1904), marié en 1881 à Jeanne Marie Caroline Rioust de Largentaye (1861-1943) ;
- Nicole Marie Henriette Camille d'Audiffret-Pasquier (1858-1937) qui épouse Jean, comte de Néverlée.

Liste des ducs d'Audiffret-Pasquier:
- Étienne (1882-1957), 2e duc d'Audiffret-Pasquier, député de l'Orne (1919-1940), fils d'Etienne, marquis d'Audiffret-Pasquier
- Denis  (1913-1999), 3e duc d'Audiffret-Pasquier
- Etienne (1951-2001), 4e duc d'Audiffret-Pasquier
- Xavier (1988-), 5e duc d'Audiffret-Pasquier

## Armes
| Image | Armoiries |
| ----- | --- |
|       | Edme Armand Gaston († 1905), baron d'Audiffret D'or, au chevron d'azur, chargé de cinq étoiles d'or, accompagnées en pointe d'un mont de 3 coupeaux de sable, soutenant un faucon du même, la tête contournée et la patte dextre levée ; à la bordure componée de sable et d'or |
|       | Edme Armand Gaston († 1905), duc d'Audiffret-Pasquier, sénateur Ecartelé : au 1 & 4 d'or, au chevron d'azur, chargé de cinq étoiles d'or, accompagnées en pointe d'un mont de 3 coupeaux de sable, soutenant un faucon du même, la tête contournée et la patte dextre levée ; à la bordure componée de sable et d'or (d'Audiffret) ; au 2 & 3 de gueules au chevron d'or, accompagné en chef de 2 croissants d'argent et, en pointe, d'un buste de licorne du même (Pasquier). |